# Trogulus tricarinatus
Trogulus tricarinatus is een hooiwagen uit de familie van de kaphooiwagens (Trogulidae).